# Matthias Russ
Matthias Russ (Reutlingen, 14 novembre 1983) è un ex ciclista su strada tedesco.
Professionista dal 2005 al 2010, in carriera conta una sola vittoria di tappa al Regio-Tour.

## Carriera
Dopo due anni da stagista nella Gerolsteiner, diventò professionista nel 2005 proprio con la squadra tedesca. Nel 2006 ottenne il suo primo trionfo da pro, vincendo la seconda tappa del Regio-Tour che concluse al quarto posto. Dalla stagione 2009 milita nella Milram.
Nell'ottobre del 2010 annuncia il ritiro dall'attività agonistica al termine della stagione sia per i problemi di asma sia per i continui casi di doping nel ciclismo.

## Palmarès
- 2006

2ª tappa Regio-Tour (Schliengen > Badenweiler)

## Piazzamenti

### Grandi giri
- Giro d'Italia

2006: 74º
2007: 54º
2008: ritirato (15ª tappa)
2009: ritirato (2ª tappa)
2010: 84º
- Vuelta a España

2005: ritirato (15ª tappa)